# (73080) 2002 GJ9
2002 جي جاي 9 (ويعرف أيضًا باسم (73080) 2002 جي جاي 9 وفق تسمية الكوكب الصغير) (بالإنجليزية: 2002 GJ9)‏ هو كويكب ضمن حزام الكويكبات؛ وترتيبه 73080 من حيث الاكتشاف.
اكتُشف هذا الجُرم الفلكي بواسطة William Kwong Yu Yeung ‏ في 15 أبريل 2002.

## وصلات خارجية
- (73080) 2002 GJ9 في قاعدة بيانات مختبر الدفع النفاث لأجرام النظام الشمسي الصغيرة

- الاكتشاف · مخطط المدار ·  العناصر المدارية · المعلمات المادية

- (73080) 2002 GJ9 على موقع ويكي سكاي: DSS2, SDSS, GALEX, IRAS, Hydrogen α, X-Ray, Astrophoto, Sky Map, Articles and images